# 시네마 4D
시네마 4D(Cinema 4D)는 오토데스크(Autodesk)사의 마야(Maya)와 3D 스튜디오 맥스(3D StudioMax)와 같은 Maxon사의 3D프로그램이다.

## 역사

### 1990년
독일의 Christian 과 Philip는 자신들이 개발한 Raytracer라는 프로그램을 가지고 Kickstart 잡지사에서 주최한 프로그램 컨테스트의 챔피언이 된다
이 후 FastRay라는 아미가 버전이 출시된다.

### 1995년
Cinema4D라는 이름으로 최초의 PC버전이 출시된다. 이 때부터 새로운 프로그래머팀은 완전히 새로운 운영체제에 독립적인 아키텍처의 개발을 시작한다.

### 1999년
Cinema4d Go V5(모델링, 랜더링 위주버전)과 Cinema4d Net이 출시된다. 여기서 Cinema4d Net이란 업계 최초로 단일 컴퓨터의 랜더링이 아닌 IP 주소를 통한 하나의 프로젝트를 다중 컴퓨터로 랜더링을 하는 방식을 말한다. 추후에 이런 랜더링 방식은 Autodesk의 Maya나 3D Studio Max 같은 프로그램이 모방하게 된다.

### 2000년
Cinema4d XL V6 릴리즈. 이 때부터 대대적 인터페이스가 변경된다. 지금 쓰고 있는 구조의 시초이다. BodyPaint의 최초 버전이 포함된다. BodyPaint란 단순히 모델링 -> 맵핑의 과정이 아닌 모델링을 한 후 Object의 UV를 펴서 맵핑하는 방식이 아닌 마치 Photoshop처럼 Object위에 직접 그림을 그리듯 Mapping하는 Software이다. 이런 Bodypaint가 정식으로 Cinema4d에 편성됐다. 이 때부터 시작하여 현재는 헐리웃에서도 주로 사용되고 있다.

### 2002년
Cinema4d R8 릴리즈. Cinema4d 자체 랜더러가 추가 됐으며, PyroCluster, MOCCA, Thinking Particle이 추가됐다.

## 특징
편리함
모든 기능을 드래그&드롭으로 단순화 하여 쉬운작업이 가능하며 또한 그 결과를 실시간으로 확인할 수 있다. 공학적인 툴의 색을 지우고 친근함과 편의성을 항상 염두에 두며 발전시켜 왔기 때문에 직관적이고 쉽게 기능들을 적용한다.
가벼움
메이저급의 기능들을 가지고 있으면서도 프로그램 자체가 매우 가볍게 구동된다. 일반적인 PC사양에서도 월활한 실무작업이 가능하고 시스템 전체의 리소스를 독점하지 않으므로 PC 운용에서 지능적으로 작동한다.
안정적
작업 중 좀처럼 다운되는 일이 없어서 Save를 자주하지 않아도 되는 것이 Cinema4D의 특징인데 이것은 메모리나 시스템 자원을 효율적으로 관리하여 내부 충돌이 거의 발생하지 않기 때문이다. 과부하의 렌더링 중에도 원활한 작업이 가능하며 심지어 최종 렌더링 중에도 뷰에서 테스트 렌더링을 할 수 있다.
고급화
모델링, 맵핑, 랜더링, 리깅, 애니메이션 모든 부분에서 고르게 고급화되어 있다. 현재에도 약점으로 지적 받는 것이 있으면 하나하나 개선하고 있으며 전체적으로 수준급의 능력을 보이고 있다. 특히 제작사인 MAXON사는 독일 회사답게 내실이 뛰어나다. 마케팅에 비용을 쏟아붓기 보다는 개발에 투자하여 질로서 승부를 하는 외유 내강의 회사이며 전 세계 사용자들에게 귀를 열고 피드백을 충실히
수행하고 있다.

## 다양한 모듈
Advanced Render
라이팅의 반사와 확산을 시뮬레이션하는 Global Illumination 라이팅을 계산하는 모듈로서 사실적인 렌더링 이미지를 표현하는데 있어 가장 중요한 모듈이다. 속도와 퀄리티가 뛰어나며 복잡하지 않은 옵션으로
간편하게 세팅하여 사용할 수 있다.
Thinking Particle
사실적이고 복잡한 움직임을 갖을 파티클을 조정하기 위한 노드형 파티클 시스템으로 파이로 클러스터(볼륨 셰이더)를 이용한 불꽃과 연기같은 FX효과들이나 Mograph와 연동하여 더욱더 화려한 효과를 낼때 사용한다.
Net Render
한 대의 컴퓨터로 처리하기 힘든 동영상 렌더링 시 주변 CPU의 자원을 활용하여 분산 렌더링을 처리하는 모듈이다. 주변 컴퓨터에는 Cinema4D를 설치 하지 않고 NetRender Client만 설치하고 IP주소를 입력하면 세팅이 끝나며 영상의 특성상 많은 분량의 이미지를 렌더링 하는데 있어 매우 유용한 기능이다.
Sketch and Toon
비 사실적인 느낌인 회화, 스케치, 카툰 풍의 예술적인 표현을 제공하는 모듈로서 수많은 세부 옵션을 제공하여 변화 무쌍하고 아름다운 표현이 가능하다. 대부분의 파라미터(매개변수)들을 통해 애니메이션 키를 줄 수 있어 동영상에도 뛰어난 능력을 보여준다.
Dynamic
충돌, 중력, 바람같은 물리적인 시뮬레이션을 계산하는 모듈이다. 매우 과학적인 메커니즘으로 설계되어 실제와 같은 물리적인 현상을 표현할 수 있다.
MOCCA
캐릭터에 뼈를 심는 리깅작업을 통해 움직일 수 있게 해주는 모듈로서 새로운 조인트 기반으로 완전히 대체하고 캐릭터를 위한 최신의 기능들이 대거 포함되면서 헐리웃 애니메이션 수준의 리깅이 가능해졌다. 의상을 시뮬레이션 하는 Cloth도 모카 모듈의 한 요소이다.
Hair
사람의 머리카락과 동물의 깃털 그리고 인형의 짧은 실털과 같은 부분을 처리하는 모듈이다. Hair는 CG상에서 가장 표현하기 까다로운 것 중 하나이며 모델링으로 처리하기 힘들기 때문에 다른 계산 방식으로 처리된다. Hair표현에 최고인 Shae&HairCut을 보충 이식하여 충돌, 중력, 바람 등을 적용하면서 빠르고 사실적인 헤어 처리를 표현할 수 있다.
Mograph
모션 그래픽 분야에 특화된 기능들을 모아 놓은 전용 모듈이다. 모션 그래픽에서 모그라프가 강력한 이유는 모션그래픽을 위한 방대한 기능과 다양한 이펙트를 자유롭게 혼합하여 제작자가 의도한 그대로를 무한대로 표현 할 수 있기 때문이다.
BodyPaint3D
종래의 맵핑 작업을 2D툴인 포토샵에서 해결하던 불편함을 3D에서 직접 맵핑함으로써 쉽고 빠르게 더욱 사실적인 표현이 가능하게 한다. 해외에선 영화분야에서 많이 사용되고 있으며 국내에선 게임 분야에서 널리 쓰이고 있다. 과거 별도의 모듈로 되어 있었지만 최근에는 완전히 내장되어 Cinema4D뿐만 아니라 타 회사의 제품에서도 사용할 수 있는 표준 독립 버전이다.

## 업계 추세
Cinema4D는 영화, 애니메이션, 영상광고, 다큐멘터리, 모션그래픽, 게임, 제품 디자인, 건축, 엔지니어링 전 분야에 걸쳐 사용되고 있다. 영화에서는 메트페인팅 작업이나 텍스쳐링에 많이
사용되고 있으며 가장 널리 쓰이는 분야는 영상광고나 모션그래픽 분야로 유럽과 미국등에서는 주력으로 자리 잡고 있다. 국내에서는 제품 디자인을 위한 렌더링과 게임의 텍스쳐링에 많이 사용되어 왔으며
최근엔 모션 그래픽 분야에서도 수요가 급격히 늘어나고 있다.
Cinema 4D는 최근 텔레비전 애니메이션에 대한 제작 지원을 시작했다. 우당탕탕 은하안전단은 이 제작 소프트웨어를 이용한 세계 최초의 TV 애니메이션이 됐다.

## 같이 보기
- 라이트웨이브 3D
- 모도
- 마야 (소프트웨어)
- 3ds 맥스
- Z브러시
- 블렌더
- 알라딘4D